# Chasselas roz
Chasselas roz (pronunțat: șasla roz) este un soi de viță de vie asemănător cu soiul Chasselas al cărui mutant este și de care se diferențiază prin pielița roz.
Este un soi atât de masă, cât și de vin.

## Sinonime
În Uniunea Europeană Chasselas roz este cunoscut sub următoarele nume: Chrupka cervena, Gutedel rot (Cehia), Chasselas rouge, Fendant Roux, Gutedel, Roter Gutedel (Germania), Chasselas Roxo (Portugalia), Rdeca zlatnina (Slovenia), Piros chasselas (Ungaria). În Franța nu există un sinonim pentru acest soi. Singura clonă agreată în Franța poartă numărul 61. 